# カラマンシー
カラマンシーもしくはシキキツ（四季橘）は、柑橘類の一種である。東南アジアで広く栽培され、特にフィリピンで非常に人気がある。欧米ではcalamondin/calamonding、calamandarin、calamondin orange、China orangeやPanama orange等の名前で知られる。四季を通して結実することから、四季橘の名がある。沖縄県では果実を四季柑（シキカン）と呼び、主にシークヮーサーの代用として台湾から輸入した果汁が販売されている。

## 概要

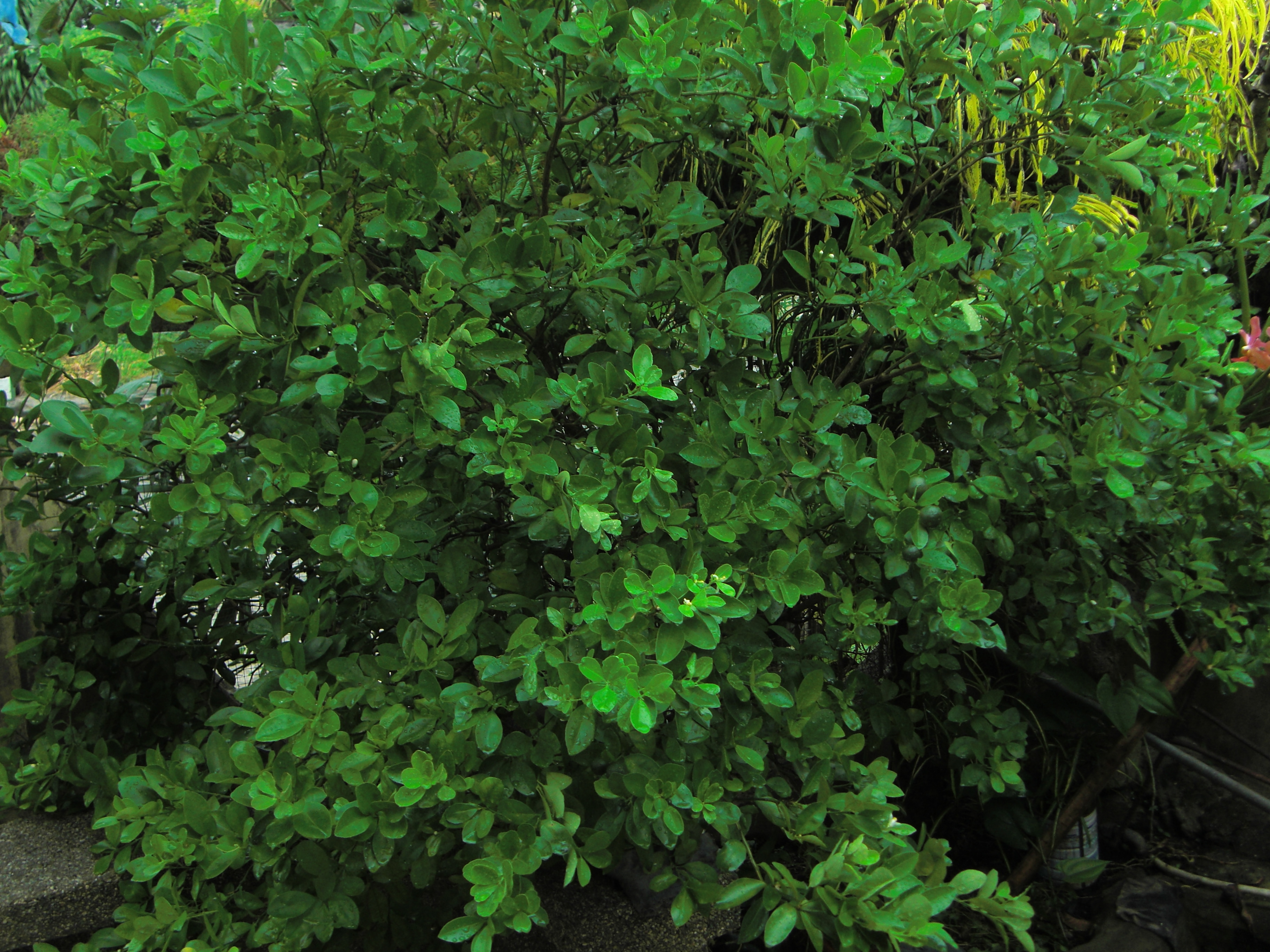
カラマンシーの木

フィリピンや東南アジアに自生すると記述されることもあるが、実際は人工的に交雑されたもので、野生にあるかどうかは知られていない。交雑はかなり昔に行われ、その起源はよくわかっていない。一般的に、栽培されている品種の多くは、古代にアポミクシスによって作られ、その後栽培品種として選択されたものだと考えられている。カラマンシーは「マンダリンオレンジ (Citrus reticulata) 」と「キンカン (Citrus japonica) 」の交雑であると言われる。キンカン属 (Fortunella) を別の属とすると、カラマンシーは属間雑種ということになる。
果実は、3 - 6メートルの高さの低木になり、小さくて丸いライムに似ている。大きさは普通は25 - 35ミリメートルだが、大きなものでは45ミリメートルに達する。果皮は緑色か橙色で薄い。果皮は甘いのに対して、味はかなり酸っぱい。

## 利用
小さな果実は飲料や食品に香りをつけるのに用いられる。
果皮ごと凍らせて、茶やジンジャーエール等の飲み物に入れられることが多い。皮ごと砕いて絞ったジュースは、レモネードに似た香りを持ち、ウォッカや砂糖と混ぜてカクテルとしても飲まれる。またアジアでは、魚や鶏肉、豚肉の味付けにも使われる。特にパンシットの香辛料としては欠かせない。オレンジのマーマレードと同様に、カラマンシーのマーマレードが作られることもある。カラマンシーは他の柑橘類と同様に、ビタミンCを多く含んでいる。
北アメリカでは、主に観葉植物として栽培され、特に実を付けたものが好まれる。霜に弱く、栽培は暖かい気候の地域に限られる。鉢植えの場合、冬季は室内に置く必要がある。